# Кей Артур
Кей Лі Артур (англ. Kay Arthur; 11 листопада 1933, Джексон, Мічиган — 20 травня 2025, Чаттануга, Теннессі) — американська християнська авторка, вчителька Біблії та співзасновниця Precept Ministries International. Чотириразова лавреатка премію ECPA Christian Book Award.

## Раннє життя та освіта
Народилася 11 листопада 1933 року в Джексоні, штат Мічиган. Росла в релігійній родині, яка часто переїжджала.
1955 року закінчила школу медсестер і вийшла заміж за свого першого чоловіка, Френка Томаса Гетца-молодшого. 1961 року пара розлучилася. Після перерви від релігії, 1963 року Артур знову прийняла християнство.
Після смерті чоловіка переїхала до Чаттануги, штат Теннессі, щоб вступити до Університету Теннессі Темпл, де здобула диплом медсестри. Там вона познайомилася з Джеком Артуром (нар. 14 березня 1926 року), який 1956 року закінчив Техаський технічний університет зі ступенем бакалавра з теології. Пара одружилася 16 грудня 1965 року та служила місіонерами в Мексиці.

## Кар'єра
Після повернення до Чаттануги почала навчати підлітків Біблії вдома у вітальні, а Джек отримав посаду менеджера місцевої християнської радіостанції.
У міру розширення групи вивчення Біблії пара придбала ферму площею 13 гектарів для розміщення потреб служіння. Спочатку її назвали Reach Out Ranch, але пізніше перейменували Precept Ministries International. 1972 року радіостанцію продали, і Джек долучився до адміністративної роботи на ранчо.
Вела щоденну програму з вивчення Біблії «Заповіді життя», яка виходила на радіо, телебаченні й онлайн.
У листопаді 2009 року підписала екуменічну заяву, знану як Мангеттенська декларація, з метою звернення до євангелістів, католиків і православних християн з проханням не дотримуватися правил і законів, що дозволяють аборти, одностатеві шлюби й інші питання, що суперечать їхній релігійній совісті.
2016 року виступала на релігійному мітингу, присвяченому просуванню президентської кампанії Дональда Трампа.
Виступала у кількох навчальних закладах, зокрема 2015 року в Університеті Ліберті та 2017 року в Університеті Юніон.

## Особисте життя та смерть
Мала трьох синів (двоє від першого шлюбу, один від другого) та дев'ятеро онуків.
Її чоловік, Джек, помер від хвороби Альцгеймера в Чаттанузі 9 січня 2017 року у 90 років.
Артур померла 20 травня 2025 року у 91 рік.

## Видавнича справа
Ушанована премією «Золотий медальйон» за книги «Шлюб без жалю», «Нова Біблія для індуктивного вивчення», «Його відбиток, мій вираз» і «Господи, мені потрібна благодать, щоб досягти успіху сьогодні».

### Вибіркові твори
- Lord, Teach Me to Pray, video teaching series ISBN 978-1-4158-3212-7
- Lord, I Need Grace to Make It Today, (1991) ISBN 1-57856-441-7
- As Silver Refined (1997)[22]
- A Marriage Without Regrets (2001) ISBN 0-7369-2075-7
- The New Inductive Study Bible, (2010) ISBN 0-7369-0016-0
- His Imprint My Expression ISBN 1-56507-399-1
- How To Study Your Bible, ISBN 0-7369-0544-8

## Нагороди
2011 року відзначена нагородою на Конвенції та виставці Національних релігійних мовників.
2007 року здобула ступінь доктора гуманітарних наук в Університеті Теннессі Темпл у Чаттанузі.